# إنريكانغ
إنريكانغ  هو مجلس إندونيسي محلي، في إندونيسيا، يتبع سولاوسي الجنوبية، بلغ عدد سكانه 236,850  نسمة.